# بان مثمن
بان مثمن  (الاسم العلمي: Moringa octogona) هو نوع نباتي يتبع جنس البان من الفصيلة البانية.  